# Chrysophyllum africanum
Chrysophyllum africanum (Syn.: Gambeya africana (A.DC.) Pierre) ist ein Baum in der Familie der Sapotengewächse aus West- bis Zentralafrika.

## Beschreibung
Chrysophyllum africanum wächst als immergrüner Baum bis über 30 Meter hoch. Der Stammdurchmesser erreicht über 80 Zentimeter. Der Stamm ist oft geriffelt und es werden Brettwurzeln gebildet.
Die schraubig an den Zweigenden angeordneten, gestielten, ledrigen Laubblätter sind unterseits rostig behaart. Sie sind verkehrt-eiförmig bis elliptisch, ganzrandig, spitz bis zugespitzt oder stumpf und bis 30 Zentimeter lang. Nebenblätter fehlen.
Es werden kurze, doldige achsel- oder unterachselständige bzw. ramiflore, astblütige Blütenstände gebildet. Die gestielten, kleinen und fünfzähligen, weißlichen Blüten sind zwittrig mit doppelter Blütenhülle. Der Kelch ist außen rostig behaart wie auch die Blütenstiele. Die Krone ist kurz verwachsen mit kleinen Zipfeln. Die kurzen Staubblätter besitzen abgeflachte Staubfäden und sitzen in der Kronröhre. Der oberständige, fünfkammerige Fruchtknoten ist lang behaart mit kurzem Griffel und kopfiger Narbe.
Es werden orange, bis 7 Zentimeter große, rundliche, mehrsamige, kahle Beeren gebildet. Die bis zu 5 glänzenden, abgeflachten, bis 3,5 Zentimeter langen Samen sind halbmondförmig bis elliptisch und braun.

## Vorkommen
Chrysophyllum africanum hat ursprüngliche Vorkommen in der Elfenbeinküste, Liberia, Sierra Leone, Kamerun, Gabun, Rep. Kongo, Ghana, Nigeria, der Zentralafrikanischen Republik, Kongo und Uganda.

## Taxonomie
Chrysophyllum africanum wurde 1844 von Alphonse Louis Pierre Pyramus de Candolle in Prodromus Systematis Naturalis Regni Vegetabilis ... Band 8 Seite 163 erstbeschrieben. Ein Synonym ist Gambeya africana (A.DC.) Pierre.

## Verwendung
Die wohlschmeckenden Früchte sind essbar.
Das mittelschwere, moderat beständige Holz wird für verschiedene Anwendungen genutzt.